# Le Petit Prince (comédie musicale)
Pour les articles homonymes, voir Petit Prince (homonymie).
Le Petit Prince est une comédie musicale produite par Richard Cocciante en 2002 au Casino de Paris d'après l'œuvre éponyme d'Antoine de Saint-Exupéry mise en scène par Jean-Louis Martinoty. La musique des chansons est composée par Richard Cocciante et les paroles sont d'Élisabeth Anaïs (sauf les deux chansons Dédicace et L'Aiguilleur dont les paroles sont celles d'Antoine de Saint-Exupéry),,,.

## Argument
Un aviateur, tombé en panne dans le désert, raconte tout ce qui lui est arrivé durant les sept jours pendant lesquels il a tenté de réparer son avion. 

## Chansons
Version intégrale

### Acte 1
1. Dédicace
2. Accident d'avion / La Maison de l'enfance
3. C'est un chapeau !
4. Avion dans la nuit / Lever de soleil / Dessine-moi un mouton / Coucher de soleil
5. Droit devant soi
6. Les Grandes Personnes
7. Les grandes personnes sont comme ça
8. Lever de soleil / Le Drame des baobabs
9. Les Baobabs
10. Coucher de soleil / Quatrième Jour dans le désert / La Fleur
11. Près d'elle
12. La Rose
13. Adieu (et tâche d'être heureux)
14. Le Roi
15. Je t'ordonne
16. Le Monarque absolu
17. Le Vaniteux
18. Moi, je
19. Le Buveur
20. Je bois pour oublier
21. Je suis un homme sérieux
22. Le Businessman
23. L'Allumeur de réverbères / C'est la consigne
24. Le Géographe
25. Je prends note
26. La Planète Terre
27. La Terre

### Acte 2
1. Éphémères
2. Sur la terre
3. Le Serpent
4. Où sont les hommes ? / Les Cactus
5. La Montagne / L’Écho
6. Le Jardin des roses
7. Le Renard
8. Apprivoise-moi
9. Puisque c'est ma rose
10. Première Tempête de sable / La Ville
11. L'Aiguilleur
12. Le Marchand de pilules / Deuxième Tempête de sable
13. Lever de soleil / Retour dans le désert / Huitième Jour : coucher de soleil
14. La Quête
15. Chercher la source
16. Le Puits
17. Le Mur
18. On aura toujours rendez-vous
19. C'est triste d'oublier un ami
20. Le Départ
21. Le Plus Beau et le Plus Triste Paysage du monde

## Distribution
- Daniel Lavoie : L'aviateur
- Jean-François Périer-Têtedoie (dit "Jeff", voir l'anecdote ci-dessous) et Louis Bolelli : Le petit prince
- Cathialine Andria : La rose
- Stéphane Neville : Le roi, grande personne
- Laurent Bàn : Le vaniteux, grande personne
- Christophe Cerrino : Le géographe, grande personne
- Romain Cortèse : Le renard
- Thomas Gérome : L'allumeur de réverbère ; grande personne
- Sébastien Izambard : Le businessman, grande personne
- Gérard Nicaud : Le buveur, grande personne, voix du serpent
- Nicolas Saje : L'aiguilleur
- Désiré Bastareaud : le marchand de pilule
- Sylvaine Charrier : le serpent

### Anecdote
Pour l'anecdote, Jean-François Périer-Têtedoie est né face à la maison de St-Exupéry et est blond aux yeux bleus naturellement comme son personnage. Mais depuis il est devenu restaurateur, comme son père chef étoilé Christian Têtedoie. Après avoir officié à Shanghai (en 2012, en tant que directeur du restaurant-école de Institut Paul Bocuse) il est revenu à Lyon où il a ouvert son propre restaurant avec un ami d'enfance. Plutôt connu dans sa région il a en revanche quitté la scène musicale.